# Італійська Серія A 1953–1954
Сезон 1953-54 Серії A — футбольне змагання у найвищому дивізіоні чемпіонату Італії, 23-й турнір з моменту започаткування Серії A. Участь у змаганні брали 18 команд, 2 найгірші з яких за результатами сезону полишили елітний дивізіон.
Переможцем сезону став клуб «Інтернаціонале», для якого ця перемога у чемпіонаті стала 7-ю в історії. Клуб захистив чемпіонський титул, завойований попереднього сезону.
| Чемпіон Італії 1953/54     |
| -------------------------- |
| «Інтернаціонале» 7-й титул |

## Команди-учасниці
Участь у турнірі брали 18 команд:

## Підсумкова турнірна таблиця
|                  |     | Турнірна таблиця 1953—1954 | О  | І  | В  | Н  | П  | М+ | М- |
| ---------------- | --- | -------------------------- | -- | -- | -- | -- | -- | -- | -- |
| Чемпіон Італії   | 1.  | «Інтернаціонале»           | 51 | 34 | 20 | 11 | 3  | 67 | 32 |
|                  | 2.  | «Ювентус»                  | 50 | 34 | 20 | 10 | 4  | 58 | 34 |
|                  | 3.  | «Мілан»                    | 44 | 34 | 17 | 10 | 7  | 66 | 39 |
|                  | 4.  | «Фіорентина»               | 44 | 34 | 15 | 14 | 5  | 45 | 27 |
|                  | 5.  | «Наполі»                   | 38 | 34 | 13 | 12 | 9  | 52 | 38 |
|                  | 6.  | «Рома»                     | 36 | 34 | 12 | 12 | 10 | 53 | 42 |
|                  | 7.  | «Болонья»                  | 36 | 34 | 14 | 8  | 12 | 50 | 41 |
|                  | 8.  | «Сампдорія»                | 34 | 34 | 11 | 12 | 11 | 38 | 40 |
|                  | 9.  | «Торіно»                   | 33 | 34 | 9  | 15 | 10 | 37 | 46 |
|                  | 10. | «Аталанта»                 | 31 | 34 | 10 | 11 | 13 | 54 | 53 |
|                  | 11. | «Лаціо»                    | 29 | 34 | 10 | 9  | 15 | 40 | 42 |
|                  | 12. | «Дженоа»                   | 28 | 34 | 10 | 8  | 16 | 36 | 50 |
|                  | 13. | «Трієстина»                | 28 | 34 | 9  | 10 | 15 | 42 | 64 |
|                  | 14. | «Новара»                   | 27 | 34 | 8  | 11 | 15 | 34 | 50 |
|                  | 15. | СПАЛ                       | 26 | 34 | 8  | 10 | 16 | 33 | 53 |
|                  | 16. | «Удінезе»                  | 26 | 34 | 8  | 10 | 16 | 39 | 57 |
| Вибув до Серії B | 17. | «Палермо»                  | 26 | 34 | 9  | 8  | 17 | 37 | 59 |
| Вибув до Серії B | 18. | «Легнано»                  | 25 | 34 | 6  | 13 | 15 | 44 | 58 |

## Чемпіони
Склад переможців турніру:
| Воротарі: Джорджо Гецці (34 матчі). Захисники: Джованні Джакомацці (29), Аттіліо Джованніні (25), Бруно Падулацці (25), Гвідо Вінченці (18, 1 гол), Івано Блазон (1). Півзахисники: Бруно Мацца (27, 3), Себастьяно Буццін (12, 5), Майно Нері (32), Фульвіо Несті (29, 2), Освальдо Фатторі (20, 2), П'єтро Броккіні (4). Нападники: Джино Армано (33, 13), Беніто Лоренці (28, 12), Леннарт Скоглунд (27, 10), Серджо Брігенті (15, 9), Іштван Ньєрш (14, 8), Луїджі Дзамбаіті (1). Тренер: Альфредо Фоні. |

## Бомбардири
Найкращим бомбардиром сезону 1953-54 Серії A став шведський нападник «Мілана» Гуннар Нордаль, який відзначився 23 забитими голами та для якого ця перемога у суперечці бомбардирів чемпіонату Італії стала другою поспіль та четвертою у кар'єрі.
|    | Гравець             | Команда          | Громадянство     | Голів | (пенальті) |
| -- | ------------------- | ---------------- | ---------------- | ----- | ---------- |
| 1° | Гуннар Нордаль      | «Мілан»          | Швеція           | 23    | -          |
| 2° | Хассе Йеппсон       | «Наполі»         | Швеція           | 20    | -          |
| 3° | Адріано Бассетто    | «Аталанта»       | Італія           | 17    | 3          |
| '  | Едуардо Ріканьї     | «Ювентус»        | Аргентина Італія | 17    | -          |
| 5° | Поул Ааге Расмуссен | «Аталанта»       | Данія            | 15    | -          |
|    | Йорген Соренсен     | «Мілан»          | Данія            | 15    | -          |
| 7° | Джамп'єро Боніперті | «Ювентус»        | Італія           | 14    | 2          |
| 8° | Джино Армано        | «Інтернаціонале» | Італія           | 13    | 2          |
|    | Джанкарло Баккі     | «Фіорентина»     | Італія           | 13    | -          |
| '  | Еджисто Пандольфіні | «Рома»           | Італія           | 13    | 3          |

Адріано Бассетто, Беніто Лоренці, Джузеппе Бальдіні і Джино Капелло забили по сто м'ячів у матчах Серії «А». По завершенні сезону, до десятки найвлучніших голеадорів ліги входять: Сільвіо Піола (274), Джузеппе Меацца (216), Амедео Амадеї (167), Гульєльмо Габетто (165), Гуннар Нордаль (160), Карло Регуццоні (155), Іштван Ньєрш (133), Феліче Борель (131), Джамп'єро Боніперті (127), Йон Хансен (124).